# Adunații-Copăceni
Adunaţii-Copăceni é uma comuna romena localizada no distrito de Giurgiu, na região de Muntênia. A comuna possui uma área de 69.35 km² e sua população era de 6555 habitantes segundo o censo de 2007.